# Ředkevník
Ředkevník (Erucastrum) je rod většinou planě rostoucích rostlin z čeledě brukvovitých který zahrnuje 16 až 19 druhů pocházejících z oblastí okolo Středozemního moře, ze západní i jižní Evropy a z jižní i východní Afriky. Mimo tato místa původů se ředkevník vyskytuje téměř v celé Evropě, ve Střední i Západní Asii a v Severní Americe.

## Popis
Jednoleté, dvouleté až vytrvalé byliny nebo keře dorůstající do výše někdy i 90 cm. Z vřetenovitého či rozvětveného kořene vyrůstají přímé neb vystoupavé, jednoduché i rozvětvené lodyhy. Bazální listy, které vyrůstají někdy v růžici, jsou podobné listům lodyžním. Čepele lodyžních listů jsou v průřezu obkopinaté a často lyrovitě peřenodílné neb peřenosečné, jen občas jsou celistvé. Lodyhy i listy bývají řídce porostlé jednoduchými chlupy.
Květenství zvětšující se v době tvorby plodů je hustý koncový hrozen sestavený ze stopkatých, oboupohlavných květů majících někdy listeny. Kališní lístky jsou vzpřímené nebo šikmo odstávají; výrazně delší obvejčité nebo oválné korunní lístky se zúženým nehtem jsou žluté nebo bělavé barvy a mívají délku 6 až 11 mm. V květu je dále šest čtyřmocných tyčinek se štíhlými nitkami a podlouhlými prašníky a zřetelná nektaria. Semeník mívá 28 až 44 vajíček, rovná čnělka nese bliznu hlavičkovitou nebo se dvěma laloky.
Plody jsou úzké, tupě čtyřhranné nebo válcovité, od vřetene odstávající dvoudílné pukající šešule se zobáčkem. Neokřídlená semena jsou v pouzdrech uložená v jedné řadě, bývají vejčitá nebo podlouhlá, hnědavá a mají jemně síťkované osemení, převážně neslizovatí.

## Taxonomie
Odborníci mají nesjednocené názory na celkový počet uznávaných druhů. V Evropě je podle uváděn výskyt těchto druhů:
- ředkevník galský (Erucastrum gallicum) (Willd.) O. E. Schulz
- ředkevník potočnicolistý (Erucastrum nasturtiifolium) (Poir.) O. E. Schulz
- ředkevník bahenní (Erucastrum palustre) (Pirona) Vis.
- Erucastrum virgatum (J. Presl & C. Presl) C. Presl